# Pferdemarkt (Saarburg)
Der Pferdemarkt ist eine Straße in der rheinland-pfälzischen Stadt Saarburg. Sie verbindet die Straße „Auf dem Graben“ mit der Graf-Siegfried-Straße.
Die Straße verläuft auf der westlichen Seite des Stadtberinges unterhalb des Leukbaches  in der Nähe des Buttermarktes. Mit diesem stand er im Mittelalter nur über eine Furt in Verbindung. Eine Brücke existierte jedoch seither hin zur Graf-Siegfried-Straße. Der Pferdemarkt ist einer der für die mittelalterliche Stadt von Saarburg typischen Plätze bzw. Straßenbilder. Nach den Zerstörungen bei der Bombardierung im Dezember 1944 wurde die südliche Platzwand mit den ausfluchtenden Gassen völlig neu geordnet. Obwohl der Platz kennzeichnend für das Saarburger Ortsbild ist, weist er nur noch wenige Einzeldenkmäler auf.